# Hilligenlei
Die Hilligenlei ist ein Fährschiff der Wyker Dampfschiffs-Reederei Föhr-Amrum, das die Halliglinie Schlüttsiel–Hooge–Langeneß bedient. Benannt ist das Schiff nach der Warft Hilligenley auf der Hallig Langeneß.

## Geschichte
Das Schiff entstand mit der Baunummer 1494 als Pellworm auf der Husumer Schiffswerft und wurde am 21. September 1984 auf Kiel gelegt. Am 1. Februar 1985 fand der Stapellauf statt. Am 14. März 1985 wurde das Schiff an die Neue Pellwormer Dampfschiffahrtsgesellschaft abgeliefert. Dort war sie im Fährverkehr zwischen Nordstrand und Pellworm eingesetzt. 1997 wurde sie an die Insel- und Halligreederei Sven Paulsen in Westerland auf Sylt verkauft. Es erfolgte eine Umbenennung in Adler Polonia. Ihr Heimathafen war nun Altwarp, von wo aus Butterfahrten auf dem Oderhaff unternommen wurden.
2002 wurde sie an die Wyker Dampfschiffs-Reederei Föhr-Amrum verkauft und in Hilligenlei I umbenannt. Sie ersetzte die größere Hilligenlei III und nahm am 21. September 2002 den Fährdienst zwischen Schlüttsiel, den Halligen Hooge und Langeneß sowie Wittdün auf Amrum auf. Im Februar 2010 wurde sie in Hilligenlei umbenannt, nachdem die Hilligenlei III 2006 verkauft worden war. Seit 2019 wird Amrum nicht mehr angelaufen. Anfang 2019 erhielt das Schiff eine neue Maschinenanlage mit zwei Volvo-Penta-Hauptmaschinen mit einer Leistung von je 294 kW. Sie ersetzte zwei je 285 kW leistende MWM-Dieselmotoren.